# Journal of Clinical Investigation
Das Journal of Clinical Investigation, abgekürzt J. Clin. Invest., ist eine wissenschaftliche Fachzeitschrift, die von der American Society for Clinical Investigation veröffentlicht wird. Die Zeitschrift wurde 1925 gegründet erscheint derzeit mit zwölf Ausgaben im Jahr. Es werden Arbeiten veröffentlicht, die sich mit experimentellen und klinischen Fragestellungen aus der medizinischen Praxis beschäftigen. Seit 1996 werden sämtliche Volltexte online zur Verfügung gestellt, die Zeitschrift gehört damit zu den frühen Vorreitern von Open Access.
Der Impact Factor lag im Jahr 2014 bei 13,215. Nach der Statistik des ISI Web of Knowledge wird das Journal mit diesem Impact Factor in der Kategorie experimentelle und forschende Medizin an dritter Stelle von 123 Zeitschriften geführt.